# Socket 754

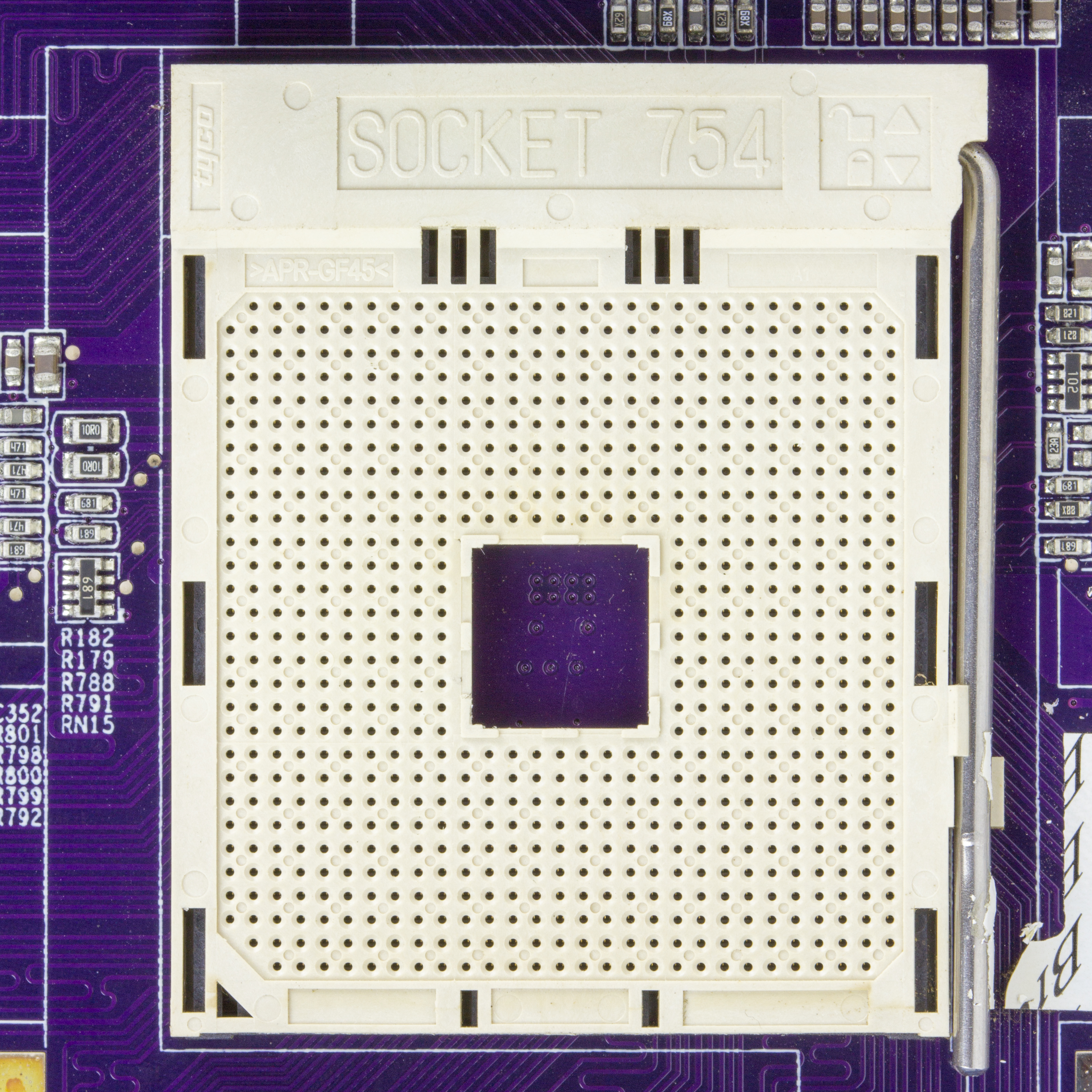
Socket 754

Socket 754 — разъём, разработанный специально для процессоров фирмы AMD Athlon 64 в 2003 году. Создание нового процессорного разъёма вызвано необходимостью замены линейки процессоров Athlon XP, базировавшихся на платформе Socket A, и было продиктовано тем, что процессоры семейства Athlon 64 имели новую шину и интегрированный контроллер памяти.

## Особенности Socket 754
- 754 контакта, размер приблизительно 4 на 4 сантиметра;
- поддерживает один 64-разрядный канал DDR-памяти;
- один канал HyperTransport с пропускной способностью 800 Мб/с;
- нет поддержки памяти в двухканальном режиме.

Разъём использовали первые процессоры платформы AMD K8. Безусловно, Socket 754 являлся промежуточной стадией в развитии Athlon 64, а изначальная дороговизна и дефицит таких процессоров сделали эту платформу не очень популярной. К тому времени, когда цена и доступность комплектующих пришли в норму, AMD объявила о выходе нового процессорного разъёма Socket 939, который и сделал Athlon 64 действительно популярным и недорогим процессором.
Socket 754 использовался и для мобильных версий процессоров в ноутбуках (ему на смену в 2006 году пришёл Socket S1).

## Процессоры
- Athlon 64 (2800+ — 3700+)
- Sempron (2500+ — 3400+)
- Turion 64 (ML и MT)
- Mobile Athlon 64 (2800+ — 4000+)

## Основные чипсеты для Socket 754
| - VIA K8T800 - nForce3 - SIS755 | - SIS760GX - ATI Xpress 200 - VIA K8T890 | - GeForce 6100 - nForce4 |